# Sint-Julianuskerk (Aat)

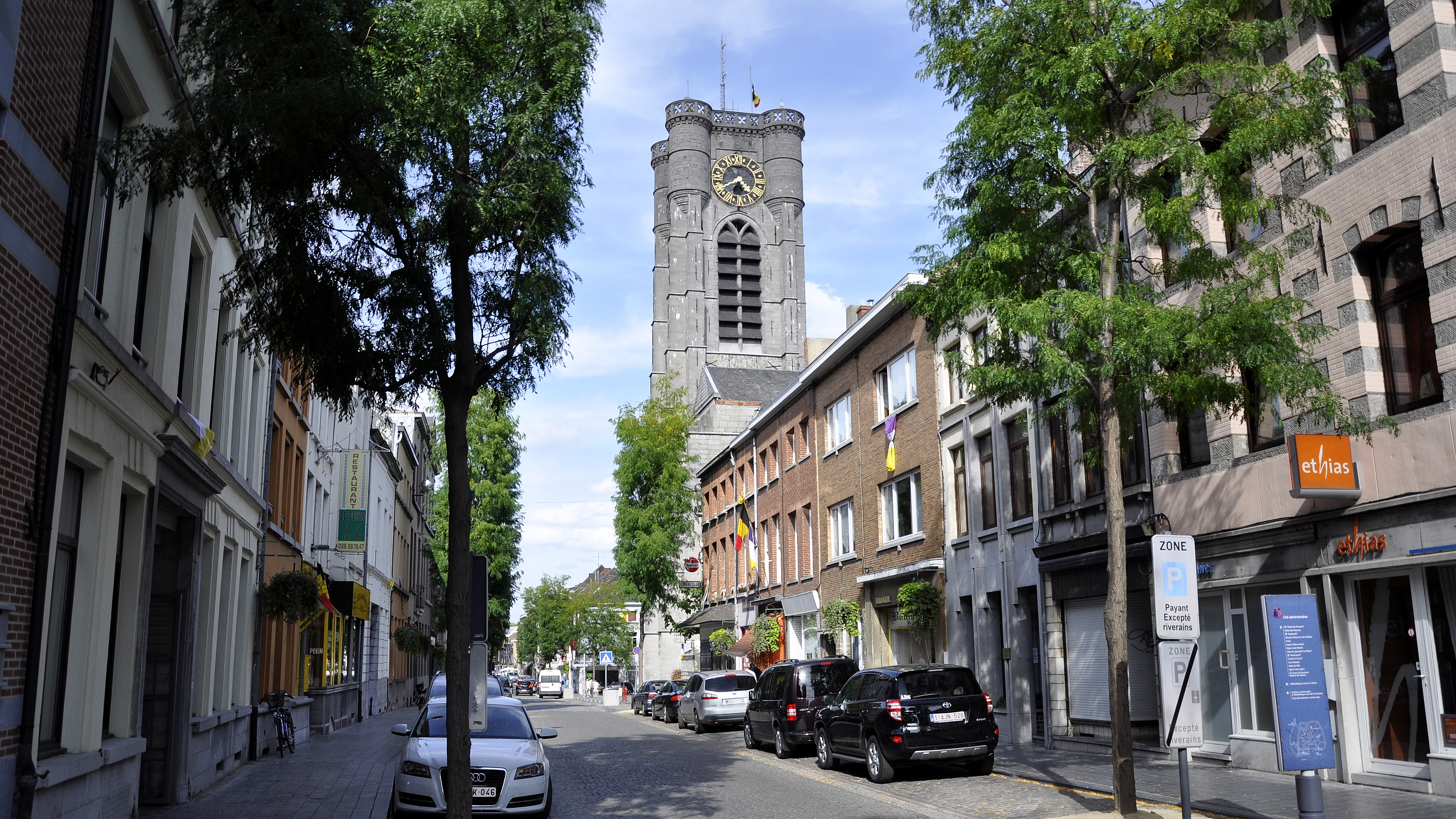
De Sint-Julianuskerk

De Sint-Julianuskerk in de Belgische stad Aat is een kerkgebouw toegewijd aan Julianus van Brioude. De kerk werd tussen 1394 en 1414 opgetrokken op een terrein geschonken door Jean Séjournet, schepen van de stad. Van deze kerk rest anno 2012 enkel nog de toren en het onderste gedeelte van het koor. Een onweer op 27 maart 1606 verwoestte de torenspits. De toren, inclusief spits die niet werd heropgetrokken, was 90 m hoog.
De Franse revolutionairen vormden de kerk om tot Tempel van de Wet. Na een brand in 1817 werd de kerk heropgebouwd in neoclassicistische stijl (met uitzondering van de toren en het onderste deel van het koor). In de kerk hangen schilderijen van Lambert Mathieu en Jean-Baptiste Ducorron.

## Galerij

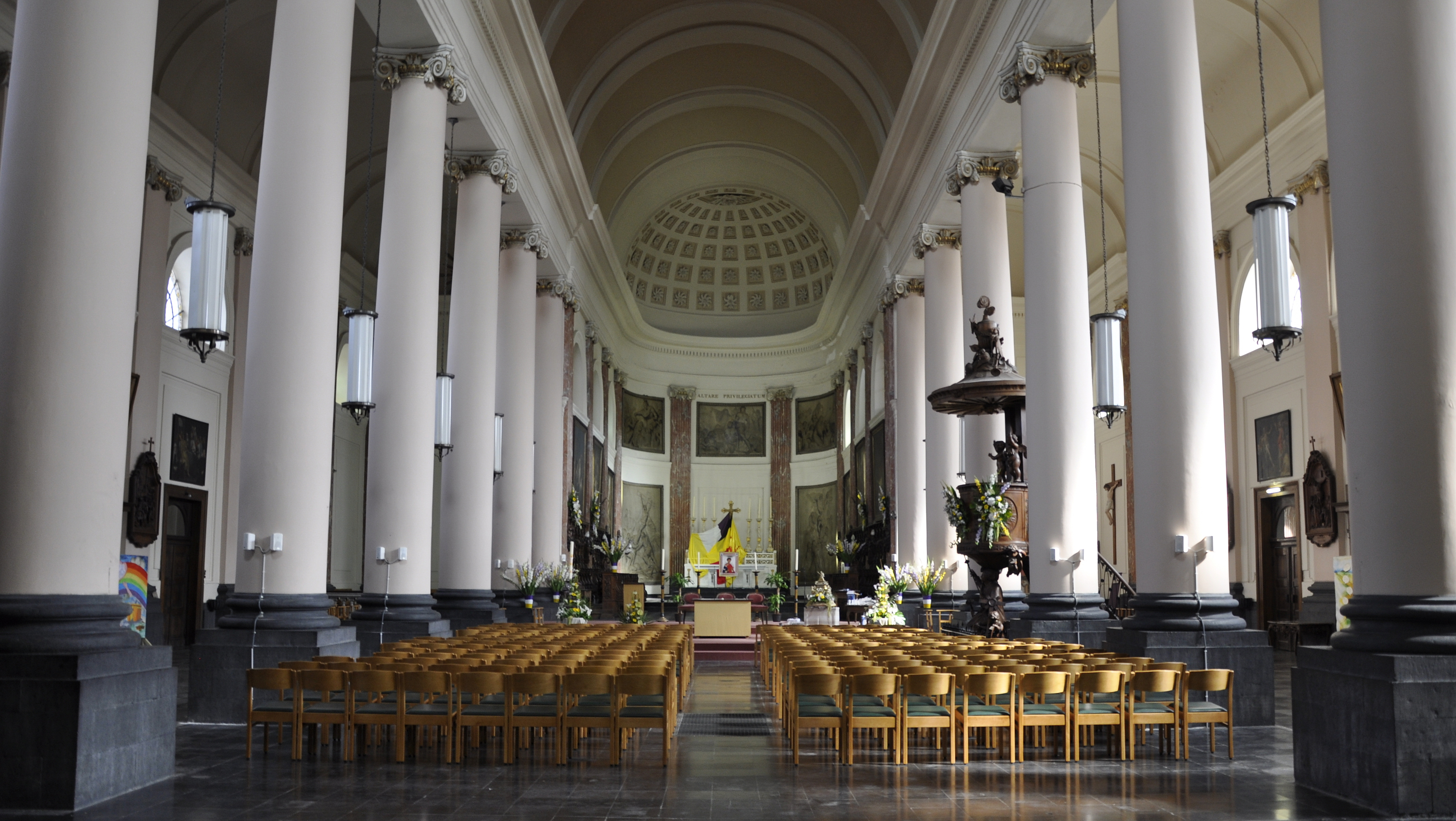
Het interieur
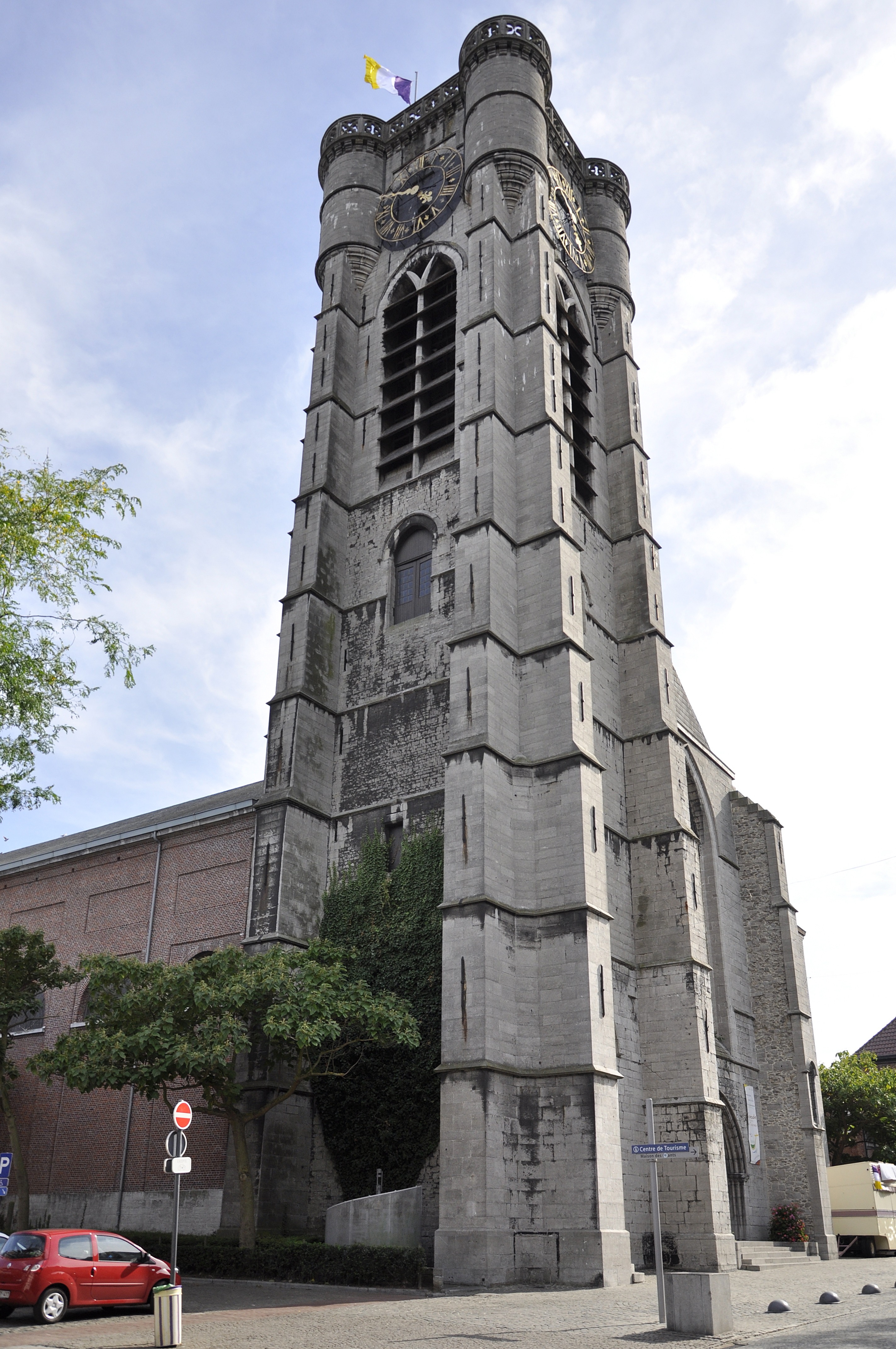
De toren
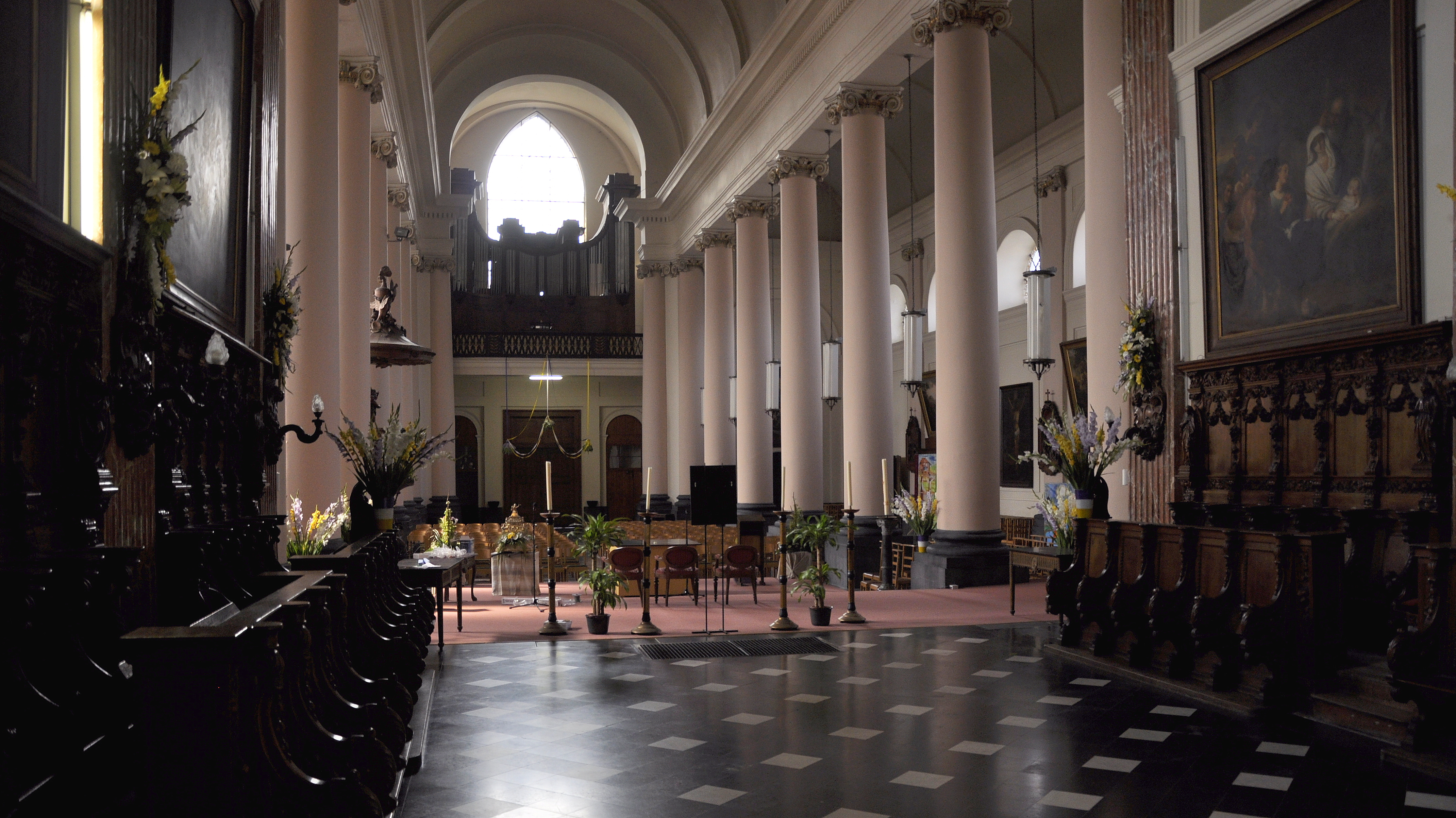
Het interieur